# Portas suicidas

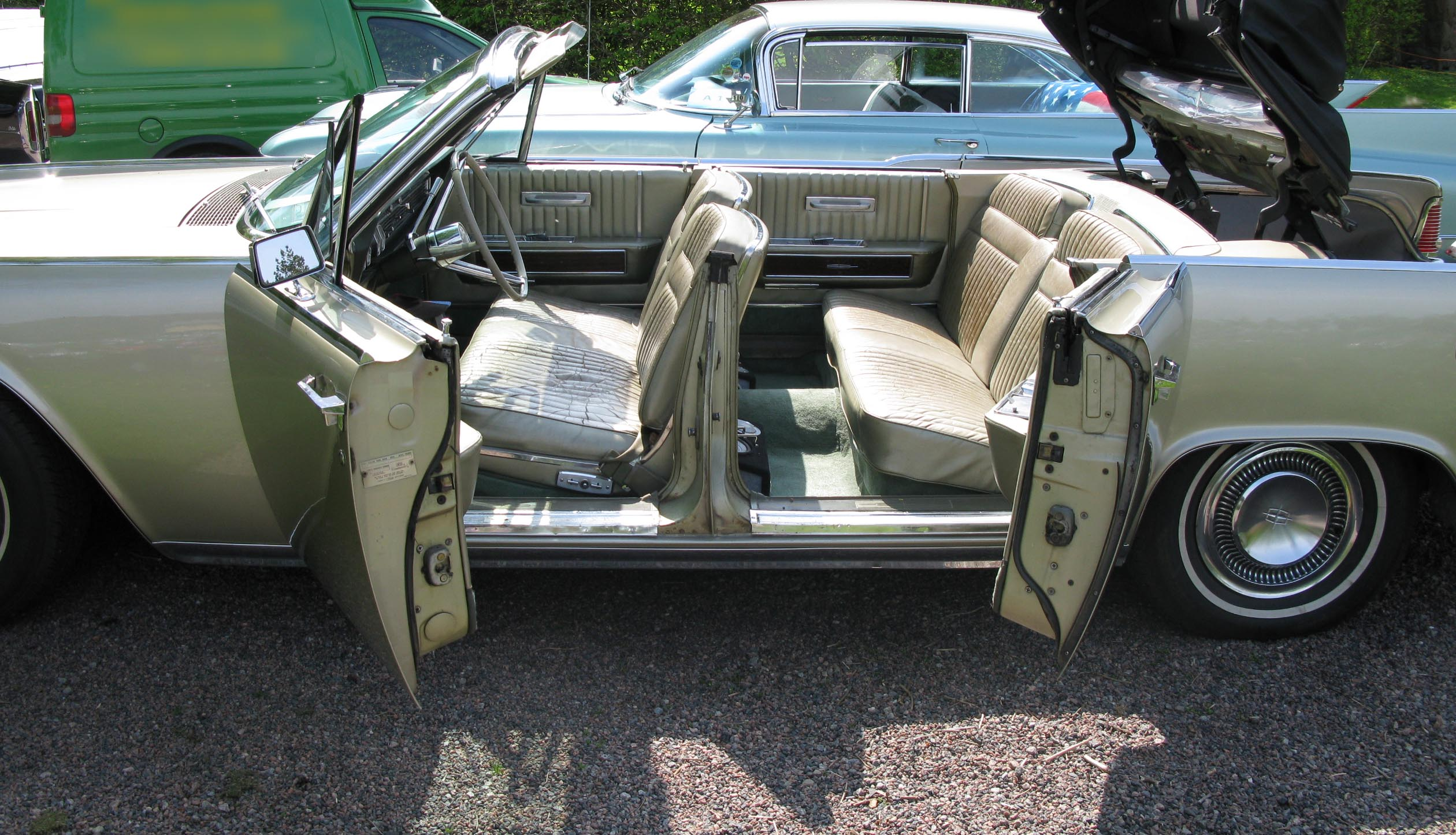
Lincoln Continental com portas traseiras suicidas. Portas do lado esquerdo abertas

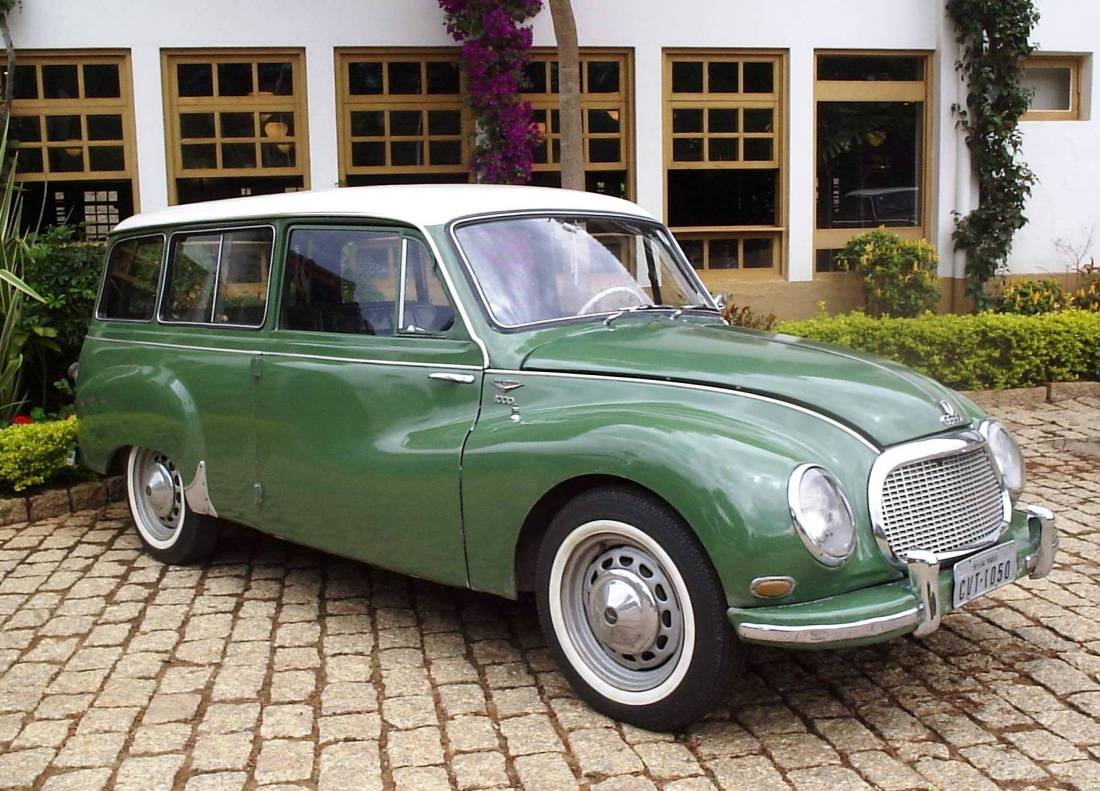
A DKW Vemaguet tinha portas dianteiras suicidas

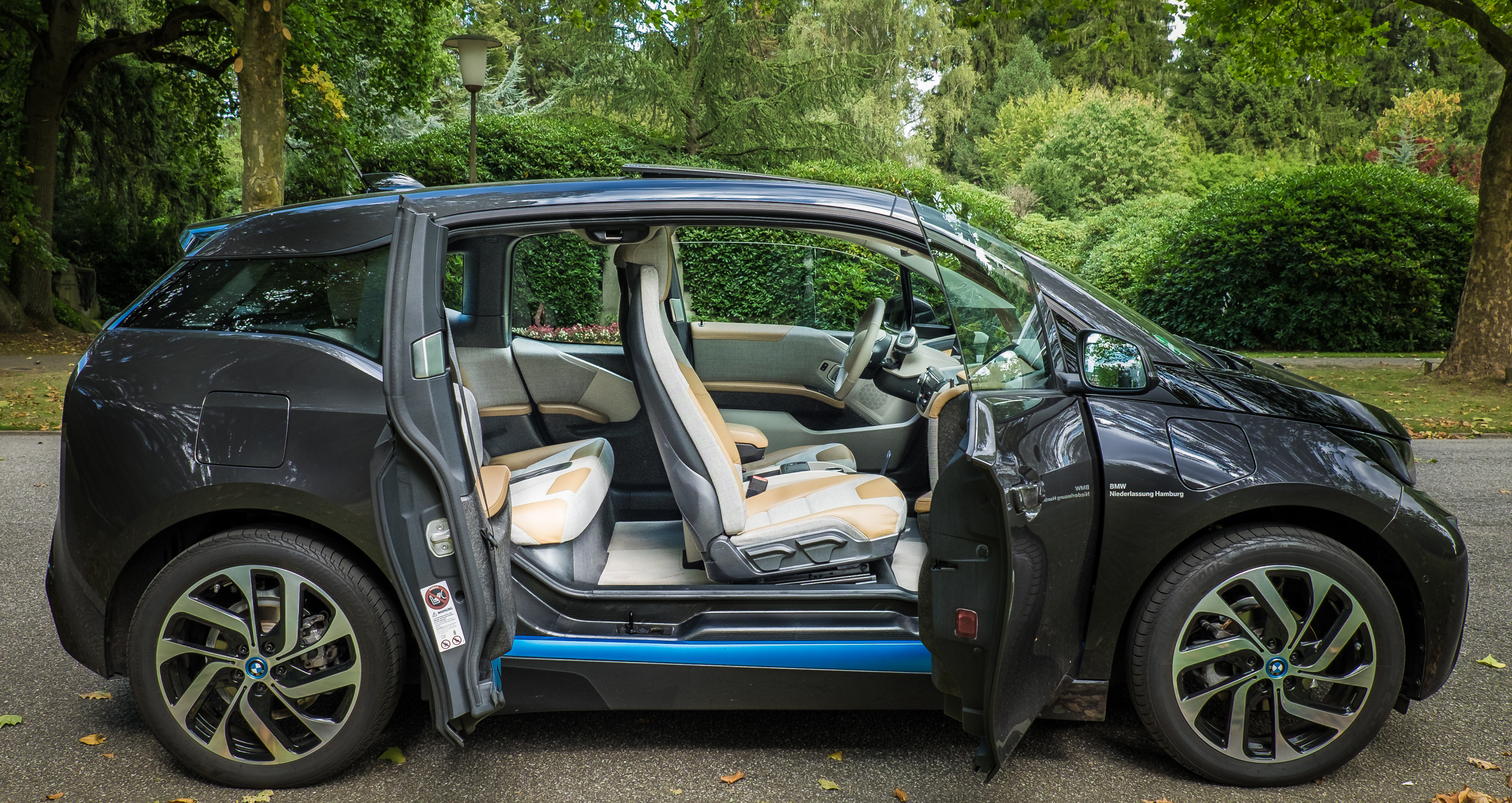
BMW i3

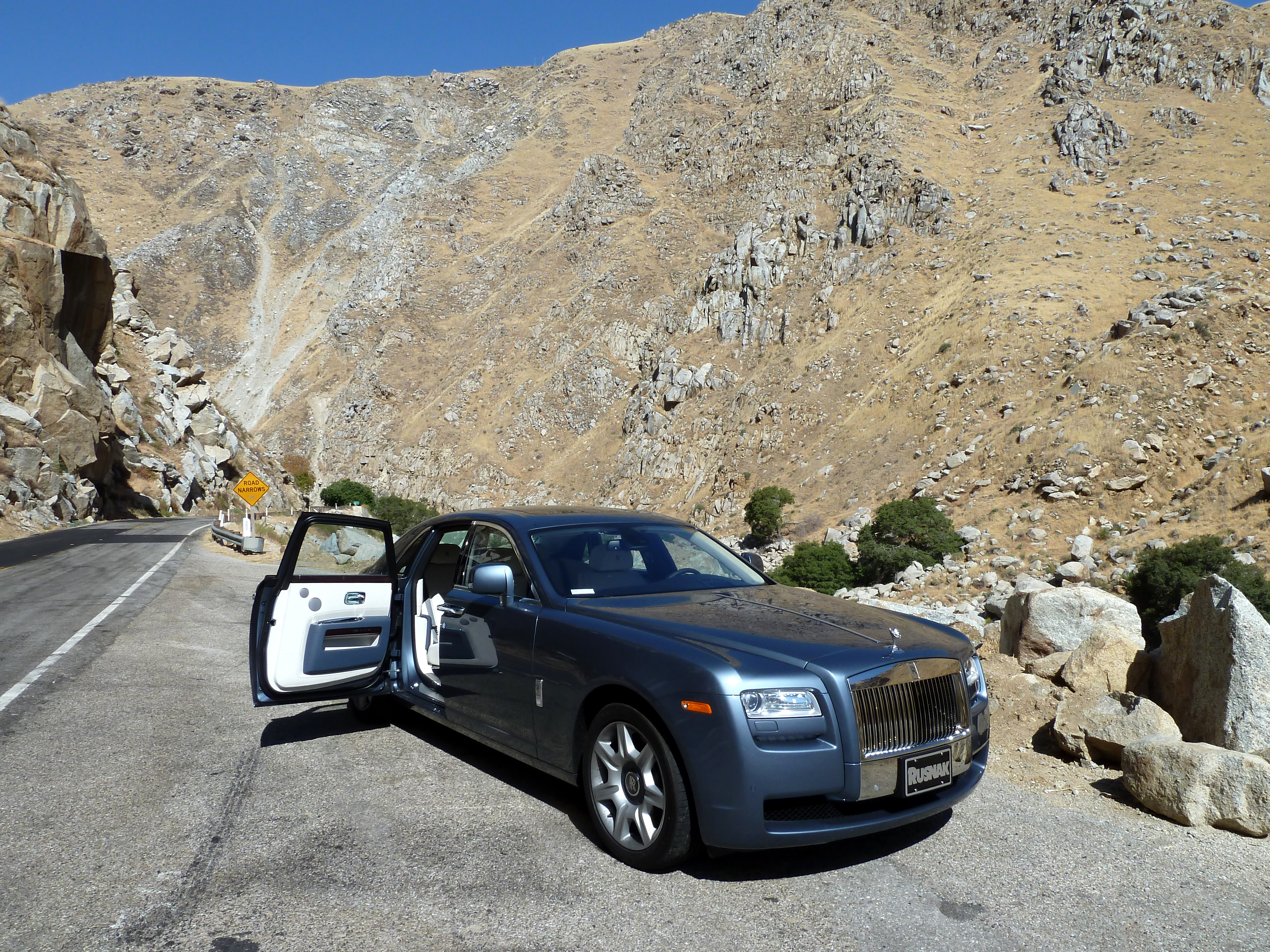
Uma porta traseira suicida aberta em um Rolls-Royce Ghost

Uma porta suicida é uma porta de automóvel articulada na traseira ao invés vez de na frente. Essas portas foram originalmente usadas em carruagens puxadas por cavalos, mas raramente são encontrados em veículos modernos, principalmente porque são percebidos como menos seguros do que uma porta com dobradiças dianteiras.

## História
As portas suicidas eram comuns em carros fabricados na primeira metade do século XX, incluindo o icônico Citroën Traction Avant. Na era anterior aos cintos de segurança, a abertura acidental dessas portas significava que havia um risco maior de cair do veículo em comparação com as portas articuladas na dianteira, onde o fluxo de ar fecha as portas ao invés de abri-las ainda mais.
As portas com dobradiças traseiras eram especialmente populares entre os mafiosos na era dos gângsteres da década de 1930, supostamente devido à facilidade de empurrar os passageiros para fora de veículos em movimento com o ar ao redor do carro em movimento segurando a porta aberta, de acordo com Dave Brownell, ex-editor da revista Hemmings Motor News.
Após a Segunda Guerra Mundial, as portas com dobradiças traseiras eram principalmente limitadas às portas traseiras dos sedãs de quatro portas. O uso mais conhecido de portas com dobradiças traseiras em automóveis americanos pós-Segunda Guerra Mundial foram os Lincoln Continental 4 portas conversíveis e sedãs (1961-1969), Cadillac Eldorado Brougham 1956-1959 sedãs 4 portas e Ford Thunderbird 1967-1971 sedãs 4 portas. O Rover P4 britânico usava portas traseiras suicidas. Os sedãs e cupês alemães Goggomobil tinham carrocerias de duas portas com dobradiças traseiras até 1964.

### No Brasil
Dentre os automóveis produzidos no Brasil, as portas suicidas foram usadas no sedã de 4 portas DKW-Vemag Belcar (somente nas portas dianteiras) e na perua de 2 portas DKW-Vemag Vemaguet, que entraram em produção no país na segunda metade da década de 1950. Ambos os carros mantiveram suas portas dianteiras suicidas até 1964, mudando-as para portas convencionais, a favor da segurança; e foram fabricados até 1967.
Em 2013, a Fiat deu à Fiat Strada uma porta suicida na 2ª fileira no lado direito em sua versão cabine dupla. O objetivo da novidade era facilitar o acesso à segunda fileira, mas na prática o problema não foi resolvido em sua totalidade; pois para que ela fosse aberta, era necessária que fosse aberta a porta do passageiro da 1ª fileira. Isso permaneceu até o fim da produção da 1ª geração da Strada. Já na 2ª geração da Strada em 2020, a versão cabine dupla passa a ter 4 portas convencionais.